# Тверская деревня (газета)
Тверская деревня (1923—1930) — газета, орган Тверского губкома ВКП(б), губисполкома, печаталась в губернской типографии, тираж — до 16 000 экз., иллюстрирована.
Организатор массового селькоровского движения в губернии, провела уездное совещание селькоров (1927), инициировала волостные совещания, открытие изб-читален, деревенских клубов и т. д.
Редактор — Николай Трифонов. Темы по результатам редакционного исследования (1927) распределялись в процентах следующим образом: производственно-экономические — 31,1; партийная, профсоюзная, комсомольская жизнь — 21,3; морально-бытовые — 15,8; общественно-политические — 11,7; культурно-просветительские — 9,9; атеистические — 1,2; другие — 9.
Рубрики: Крестьянские письма, Пером селькора, Самогон, Беседы врача, Народное образование, Уголок безбожника, Спорт, Литературная страничка. Подробно освещалась жизнь самых отдаленных уголков, анонимность селькоров позволяла достигать значительной объективности в описании фактов. Журналистскую деятельность в «Тверской деревне» начал советский писатель Б. Полевой (Кампов).